# Pic roux
Celeus castaneus
Espèce
Statut de conservation UICN

 LC  : Préoccupation mineure
Le Pic roux (Celeus castaneus) est une espèce d'oiseaux de la famille des Picidae.
Son aire s'étend du sud du Mexique à l'ouest du Panama. Il vit dans les forêts humides de plaine.